# Orlando Marrero
Orlando Marrero, né le 15 septembre 1962, est un joueur portoricain de basket-ball.

## Palmarès
- Champion des Amériques 1989